# Bob Girard
Bob Girard, Robert Girard (Montréal, Québec, 1948. április 12. – L'Épiphanie, Québec, 2017. november 5.) kanadai jégkorongozó.

## Pályafutása
1973 és 1980 között volt aktív jégkorongozó. Az NHL-ben 1975 és 1980 között játszott három csapatban, összesen 305 alkalommal. A California Golden Seals színeiben egy, a Cleveland Barons-ében kettő, a Washington Capitals-éban három idényen át szerepelt az NHL-ben.